# Heddal stavkirke
Heddal stavkirke er beliggende i Heddal, ca. 10 km vest for Notodden i Telemarken, Norge.
Kirken er den største stavkirke i Norge, og menes bygget i første halvdel af 1200-tallet og er konstrueret som en trearmet korskirke.
Altertavlen er fra 1667 og kirkens vægmalerier er fra samme periode.
Kirken er velbesøgt af turister, og anvendes stadig til gudstjenester og andre kirkelige handlinger.